# Mylabris elegantissima
Mylabris elegantissima là một loài bọ cánh cứng trong họ Meloidae. Loài này được Zoubkoff miêu tả khoa học năm 1837.